# 國際左撇子日
國際左撇子日（英語：International Left-Handers Day；或叫世界左撇子節）是一個由一些左撇子组织号召和组织專為左撇子而設的節日，時間為每年的8月13日。

## 历史
在1975年8月13日，美國堪薩斯州托皮卡市的一群左撇子成立了左撇子國際（Left Hander International）的組織，希望能爭取左撇子相關權益。组织決定自1976年起，将每年的8月13日定為“國際左撇子日”。
1992年開始，英國的左撇子聯盟（Left Hander Club）也開始慶祝左撇子日。在英國，各個城市都開始有盛大的慶祝活動，包括遊行、表演、設立“左撇子空間”、左撇子藝術創作等，使這個節日受到更多人的重視。
根據左撇子聯盟網站的描寫，這個節日的目在於提醒人們注意到左撇子在以右手為主的世界中，遭遇的種種不便，希望能促進在教育、日常生活、工具的設計上重視慣用左手者的權益，並發起對左撇子的相關研究。

## 延伸阅读
- Flatt, Adrian. . FRCS BUMC Proceedings. October 1999, 12 (4): 267–271  [5 March 2014]. （原始内容存档于2010-11-22）.
- O'Brian, Bill. . The Washington Post. 13 August 2006  [2014-03-05]. （原始内容存档于2019-08-17）.

## 外部連結
- 左撇子聯盟的網站（英文）